# Principauté ultérieure

Blason de la Principauté ultérieure

La Principauté ultérieure, en italien Principato ultra ou Principato ulteriore, fut une subdivion du royaume de Naples, puis des Deux-Siciles, qui résulte d'une scission en 1287 de la principauté de Salerne. Elle correspond principalement à la province d'Avellino et à une partie de celle de Bénévent, en Campanie.
Anciennement peuplé par les Osques (d'où son nom antique d'Hirpinia, en italien moderne Irpinia), c'était au Moyen Âge le comté d'Avellino. Ce comté était partagé administrativement entre la principauté de Salerne et la Terre de Labour.
En 1287, afin de rationaliser l'administration du royaume, la principauté de Salerne fut divisée en Principatus citra serras Montorii (« Principauté en deçà de Montoro », chef-lieu Salerne) et Principatus ultra serras Montorii (« Principauté au-delà de Montoro », chef-lieu Montefusco). 
Le chef-lieu de la province fut transféré de Montefusco à Avellino en 1806.